# Okrožje Socorro, Nova Mehika
Okrožje Socorro je okrožje, ki leži v ameriški zvezni državi Nova Mehika. 
Leta 2000 je okrožje imelo 18.078 prebivalcev na 17.220 km² površine (od tega je 6 km² vodnih površin (0,03 % celotnega površja)).

## Naselja
- Alamo
- Luis Lopez
- Magdalena
- San Antonio
- Socorro